# Devetaci (Bosanski Novi, BiH)
Devetaci je naseljeno mjesto u sastavu općine Bosanski Novi, Republika Srpska, BiH.

## Stanovništvo
| Devetaci           |              |
| godina popisa      | 1991.        |
| Srbi               | 133 (95,68%) |
| Hrvati             | 0            |
| Muslimani          | 0            |
| Jugoslaveni        | 6 (4,32%)    |
| ostali i nepoznato | 0            |
| ukupno             | 139          |